# Tian Tao
Tian Tao (8 de abril de 1994) é um halterofilista chinês, medalhista olímpico. 

## Carreira
Tian Tao competiu na Rio 2016, na qual conquistou a medalha de prata na categoria até 85kg.